# Bex Taylor-Klaus
Rebecca Edison "Bex" Taylor-Klaus, född 12 augusti 1994 i Atlanta i Georgia, är en amerikansk skådespelare, som identifierar sig som ickebinär. Hen började bli känd under år 2013, då hen spelade rollen som Bullet i kriminaldramat The Killing. Hen har efter detta medverkat i flera andra film- och TV-produktioner, såsom Arrow (i rollen som Sin), House of Lies (i rollen som Lex), Scream (i rollen som Audrey Jensen), Voltron – Den legendariska beskyddaren (som rösten till Katie "Pidge" Holt), och Deputy (i rollen som Bishop).
Taylor-Klaus förlovade sig med sin också skådespelande flickvän Alicia Sixtos (född 1988) i augusti 2019. Paret vigdes sedan i oktober 2020, lite drygt ett år efter att de hade förlovat sig.

## Filmografi (i urval)

### Filmer
- 2015 – The Last Witch Hunter
- 2018 – Hell Fest
- 2018 – Dumplin'

### TV-serier
- 2013 – The Killing (TV-serie)
- 2013–2019 – Arrow (TV-serie)
- 2014 – House of Lies (TV-serie)
- 2014 – Longmire (TV-serie)
- 2014 – Robot Chicken (TV-serie)
- 2015 – The Librarians (TV-serie)
- 2015 – Glee (TV-serie)
- 2015 – iZombie (TV-serie)
- 2015–2016 – Scream (TV-serie)
- 2016–2018 – Voltron – Den legendariska beskyddaren (TV-serie)
- 2019 – Tretton skäl varför (TV-serie)
- 2020 – Deputy (TV-serie)
- 2021 – Äventyrsdags: I fjärran land (TV-serie)